# Корнев, Никифор Васильевич
Ники́фор Васи́льевич Ко́рнев (1898—1941) — советский военачальник, участник Великой Отечественной войны. Генерал-майор авиации (29.10.1941 г.).

## Биография

Родился 13 марта 1898 года в с. Березнеговатка Добринского района Липецкой области в семье крестьянина-бедняка. Сельскую школу окончил на «отлично» и поступил в училище в г. Усмань. С 16-летнего возраста работал надсмотрщиком линий телефонной связи.
В январе 1917 года призван в армию. Служил рядовым в 1-м Московском телеграфном полку до Октябрьской революции.
В феврале 1918 года вступил в Красную Армию. Участвовал в боях с деникинцами — командовал ротой связи. После окончания Гражданской войны продолжил армейскую службу.
Дальнейшие этапы биографии:
- 1921—1924 — учёба в Киевском военно-инженерном училище;
- 1924—1928 — командир взвода отдельной сапёрной роты;
- 1928—1931 — учёба в Военной академии им. М. В. Фрунзе;
- 1931—1937 — начальник отдела, затем штаба авиационной бригады;
- 1937 −1940 — начальник штаба ВВС 1-й отдельной Краснознаменной армии (Хабаровск);
- 1940—1941 — нач. штаба ВВС Западного, затем Северо-Кавказского военного округа.

25 июня 1941 года полковник авиации Н. В. Корнев был направлен на фронт и назначен на должность начальника штаба ВВС 19-й армии, которая дислоцировалась под Смоленском.
В начале октября группировка войск Западного и Резервного фронтов (4 армии) попала в окружение под Вязьмой (Вяземский котёл). Н. В. Корнев руководил эвакуацией имущества аэродрома, когда напали немецкие автоматчики. Отдав водителям приказ уезжать, Корнев с адъютантом укрылись в лесу. Три недели ночами пробирались на восток по лесным тропам.
В начале ноября Корнев в одной из деревень Думиничского района встретил партизан-разведчиков. Они привели его в расположение партизанского отряда «За Родину».
Корнев помогал в составлении планов боевых операций и сам в них участвовал. Руководил военной подготовкой бойцов. Фактически исполнял обязанности начальника штаба отряда. Очень пригодилась в диверсионной работе и его специальность связиста.
29 октября 1941 года постановлением Совнаркома СССР Никифору Васильевичу Корневу было присвоено звание генерал-майора авиации (сам он об этом не знал).
30 декабря 1941 года партизанский отряд «За Родину» вступил в схватку с группой немецких карателей в районе д. Осиновое болото. В этом бою погибло шестеро партизан, в их числе — командир отряда Ильин и начальник штаба Корнев.
Похоронен в братской могиле с. Чернышено. В 1965 году по ходатайству знавшего его лично маршала И. С. Конева он посмертно был награждён орденом Отечественной войны I степени.

### Семья
- Жена: Анна Павловна.
- Дочь: Нинель.

## Награды
- орден Отечественной войны  1-й степени (06.05.1965, посмертно);
- медаль «XX лет Рабоче-Крестьянской Красной Армии».

## Память
- Его именем названы улицы в п. Думиничи, с. Чернышено и п. Добринка Липецкой области, а также Думиничская средняя общеобразовательная школа № 1.